# International Laboratory Accreditation Cooperation
L'International Laboratory Accreditation Cooperation (acronimo: ILAC) è un'organizzazione internazionale che ha l'obiettivo di cooperare con i servizi di accreditamento dei laboratori di taratura e prova e degli organismi di certificazione, escludendo quindi gli ambiti di sistemi di gestione, prodotti, servizi, risorse umane e altri ambiti similari, che sono invece di competenza dell'International Accreditation Forum (IAF).
Assieme all'IAF, promuove ogni anno la Giornata Mondiale dell'Accreditamento, che è celebrata il 9 giugno.

## Storia
Gli inizi dell'attività dell'ILAC risalgono al 1977 con una conferenza approntata con lo scopo di sviluppare la cooperazione internazionale per facilitare gli scambi dei risultati ottenuti da laboratori di prova e di taratura accreditati. Nel 1996 ILAC divenne formalmente un ente giuridico avente lo scopo di permettere una rete di accordi di mutuo riconoscimento fra enti di accreditamento.  In concreto, gli associati all'ILAC seguono le stesse regole per conferire gli accreditamenti, e accettano di sottoporsi a valutazione delle proprie attività da parte degli altri membri. Si riconosce in questo modo l'equivalenza dei certificati di taratura e dei rapporti di prova emessi dagli organismi accreditati, facendo sì per esempio che un prodotto possa attraversare le frontiere accompagnato da un certificato emesso nel paese di origine, senza che si rendano necessari ulteriori certificazioni o ulteriori controlli nel paese in cui il prodotto è stato importato, realizzando l'obiettivo del libero scambio di un "prodotto esaminato una sola volta e accettato dappertutto".